# Forthampton
Forthampton est un village du Gloucestershire, en Angleterre.